# القواعد لا تنطبق
القواعد لا تنطبق (بالإنجليزية: Rules Don't Apply)‏ هو فيلم أمريكي رومانسي كوميدي-دراما، من بطولة آنيت بنينغ، ماثيو برودريك، وارن بيتي، ليلى كولينز وألدن إرينيرك وإخراج وارن بيتي. يحكي الفيلم عن علاقة رومانسية تجمع بين ممثلة شابة وسائقها اللذان يواجهان أطوار الملياردير (وارن بيتي) اللذان يعملان لديه.

## ملخص القصة
تدور أحداث الفيلم في هوليود 1958 حيث تكافح ممثلة شابة مُلهمة (ليلى كولينز) وسائقها الشاب الطموح (ألدن إرينيرك) ضد سخافة وغرابة أطوار الملياردير (وارن بيتي) الذي يعملان لديه.

## طاقم التمثيل
تمثيل:
- وارن بيتي بدور (هاوارد هيوز)
- ليلى كولينز بدور (ماريا مابري)
- ألدن إرينيرك بدور (فرانك فوربس)
- آنيت بنينغ بدور (لوسي ماربي)
- ماثيو برودريك بدور (ليفار ماثيس)
- أليك بالدوين بدور (بوب ماهو)
- هيلي بنيت بدور (مامي)
- كانديس بيرغن بدور (نادين هنلي)
- دابني كولمان بدور (رايموند هوليداي)
- ستيف كوجان بدور (الكولونيل نايجل بريجز)
- إد هاريس بدور (السيد برانسفورد)
- ايمي ماديجان بدور (السيدة برانسفورد)
- ميجان هيلتي بدور (سالي)
- لويس لينتون بدور (بيتي)
- أوليفر بلات بدور (فورستر)
- مارتن شين بدور (نوح ديتريتش)
- باول سورفينو بدور (فيرنون سكوت)
- تايسا فارميجا بدور (سارة برانسفورد)
- بول شنايدر بدور (ريتشارد ميسكين)
- جوشوا مالينا بدور (هيرب)
- تشيس كراوفورد بدور (الممثل الصغير)
- أشلي هاميلتون بدور (رودولف)
- باتريك فيشلر بدور (هاندساكر)

## طاقم العمل
طاقم عمل الفيلم:
- تأليف:
  - بو جولدمان (قصة)
  - وارن بيتي (قصة وسيناريو وحوار)
- إخراج:
  - وارن بيتي (مخرج)
- تصوير:
  - كاليب ديسشانيل (مدير تصوير)
- مونتاج:
  - روبن جونسليفز (مونتير)
  - بريان سكوفيلد (مونتير)
  - ليزلي جونز (مونتير)
  - بيلي ويبر (مونتير)
- إنتاج:
  - كريستوفر وودرو (منتج)
  - بريت راتنر (منتج)
  - ستيف بينج (منتج)
  - مولي كونرز (منتج)
  - وارن بيتي (منتج)
  - جيفري سوروس (منتج)
- ملابس:
  - ألبرت ولوفسكي (مصمم أزياء)
- ديكور:
  - نانسي هاي (مصمم ديكور)
  - جانين كلوديا أوبيوول (مصمم إنتاج)
- كاستينج:
  - ديفيد روبن (ريجسير)

## الجوائز
| قائمة بالجوائز والترشيحات               | قائمة بالجوائز والترشيحات         | قائمة بالجوائز والترشيحات                            | قائمة بالجوائز والترشيحات             | قائمة بالجوائز والترشيحات | قائمة بالجوائز والترشيحات |
| الجائزة                                 | تاريخ الحفل                       | النوع                                                | مستلم الجائزة                         | النتيجة                   | المرجع                    |
| --------------------------------------- | --------------------------------- | ---------------------------------------------------- | ------------------------------------- | ------------------------- | ------------------------- |
| جائزة اختيار النقاد للأفلام             | 11 ديسمبر 2016 (الثانية والعشرين) | أفضل أغنية                                           | لورين فيثر                            | رُشِّح                       | [ 14 ]                    |
| جائزة الغولدن غلوب                      | 8 يناير 2017 (الرابع والسبعون)    | جائزة غولدن غلوب لأفضل ممثلة - فيلم موسيقي أو كوميدي | ليلى كولينز                           | رُشِّح                       | [ 15 ]                    |
| جائزة أفلام هوليوود                     | 6 نوفمبر 2016                     | جائزة هوليوود الجديدة                                | ليلى كولينز                           | فوز                       | [ 16 ]                    |
| جائزة أفلام هوليوود                     | 6 نوفمبر 2016                     | جائزة هوليوود للتصميم                                | البرت وولسكي                          | فوز                       | [ 16 ]                    |
| جائزة هوليوود الموسيقى في وسائل الإعلام | 17 نوفمبر 2016                    | أفضل أغنية                                           | لورين فيثر                            | رُشِّح                       | [ 17 ] [ 18 ]             |
| جائزة نقاد مجتمع سان دييجو              | 12 نوفمبر 2016                    | أفضل فنان                                            | ألدن إرينيرك (أيضا لفيلم يعيش القيصر) | رُشِّح                       | [ 19 ]                    |

## وصلات خارجية
- الموقع الرسمي
- القواعد لا تنطبق على موقع IMDb (الإنجليزية)
- القواعد لا تنطبق على موقع ميتاكريتيك (الإنجليزية)
- القواعد لا تنطبق على موقع روتن توميتوز (الإنجليزية)
- القواعد لا تنطبق على موقع نتفليكس (الإنجليزية)
- القواعد لا تنطبق على موقع قاعدة بيانات الأفلام العربية
- القواعد لا تنطبق على موقع ألو سيني (الفرنسية)
- القواعد لا تنطبق على موقع Turner Classic Movies (الإنجليزية)
- القواعد لا تنطبق على موقع أول موفي (الإنجليزية)
- القواعد لا تنطبق على موقع بوكس أوفيس موجو (الإنجليزية)
- القواعد لا تنطبق على موقع فيلمافينيتي (الإسبانية)